# Grue à vapeur

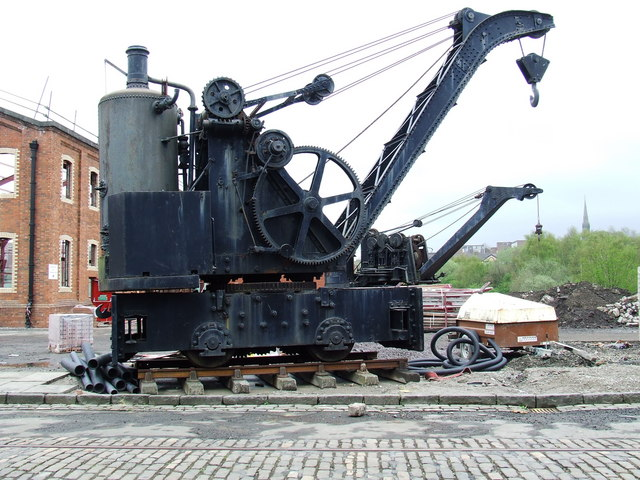
Grue à vapeur de chemin de fer, avec chaudière à tube transversal verticale, au parc au Summerlee Heritage Park

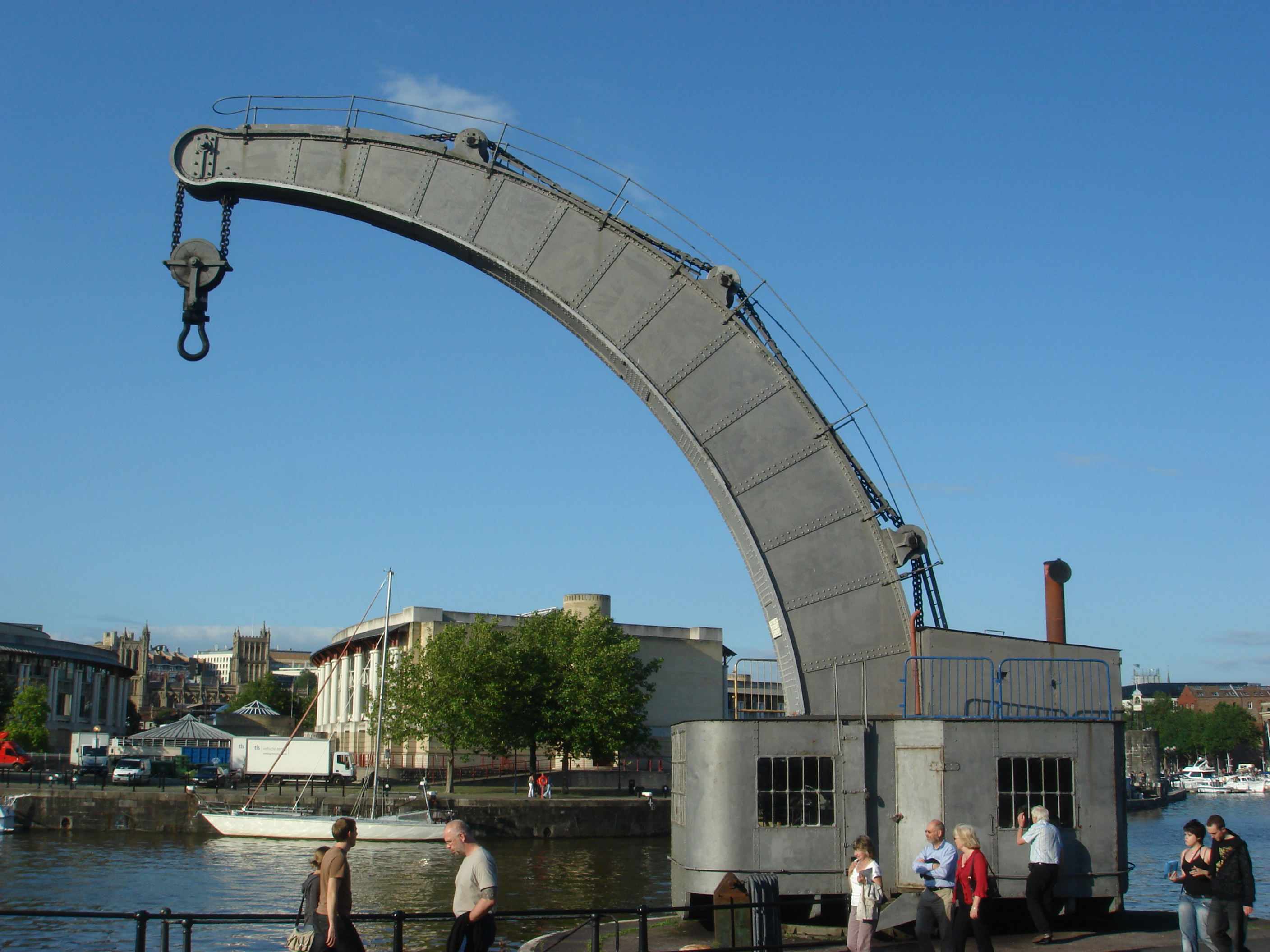
Grue à vapeur de Fairbairn à Bristol

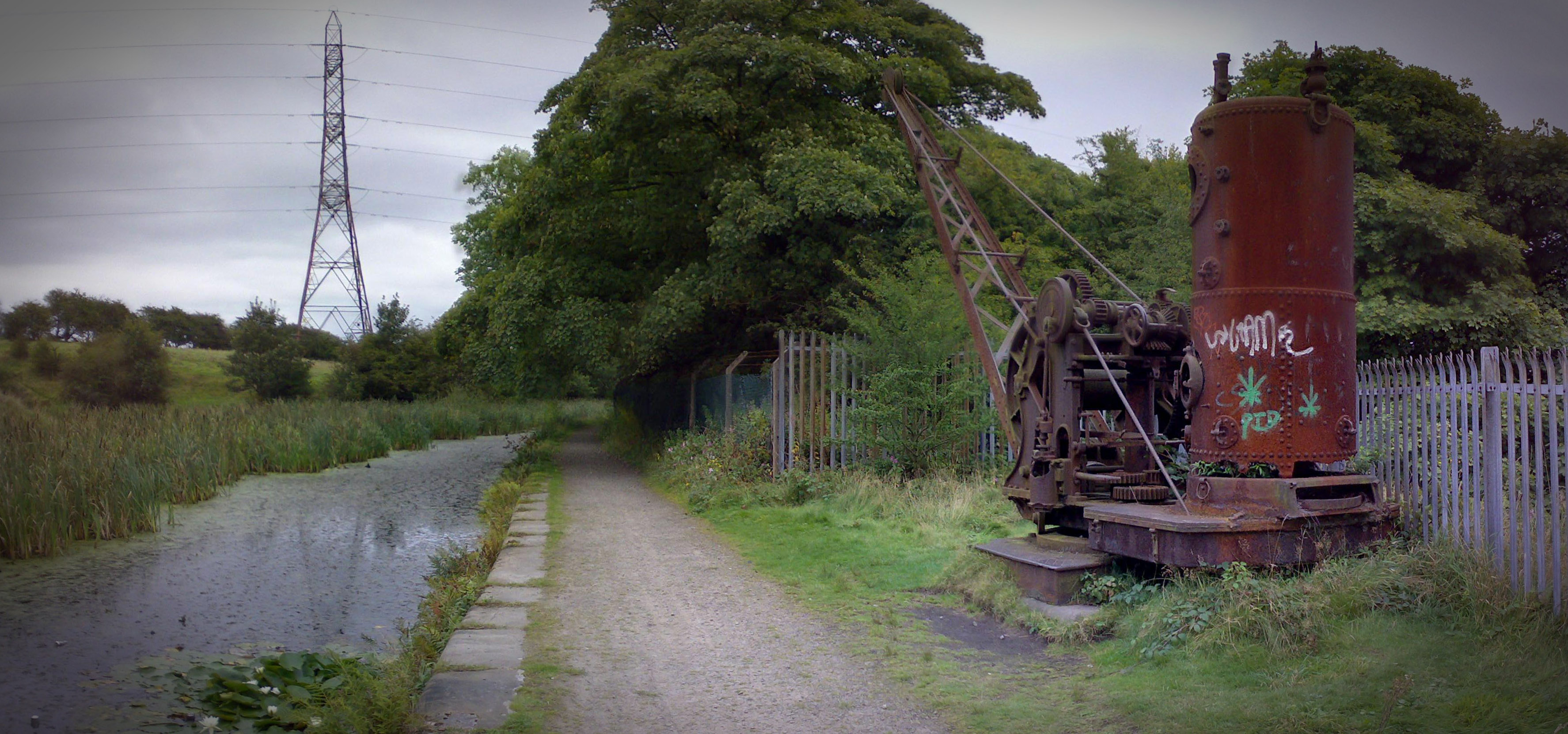
Épave d'une grue Smith (Rodley), on the Canal Bolton & Bury de Manchester

Une grue à vapeur est une grue propulsée par une machine à vapeur. Elle peut être fixe ou mobile et, si mobile, elle peut circuler sur voie ferrée, chenille, roues, ou être montée sur une barge. Elle a généralement une chaudière verticale placée à l'arrière de sorte que le poids de la chaudière contrebalance le poids de la flèche et de la charge.
Elles étaient très communes comme grues ferroviaires de dépannage et plusieurs ont été conservées sur l'heritage railways au Royaume-Uni. Les grues à vapeur ont servi à la construction de la Tour Eiffel.

## Fabricants
- Black Hawthorn – Gateshead (exemple non restauré au Beamish Museum[2]
- Joseph Booth & Bros - de Leeds
- Coles Cranes – of Derby (exemple restauré au  Beamish Museum)
- Cowans, Sheldon & Company – de Carlisle (grues ferroviaires)
- William Fairbairn & Sons – de Manchester
- Ruston Proctor – de Lincoln
- Stothert & Pitt – de Bath
- Thomas Smith & Sons (Rodley) Ltd – de Leeds

## Voir aussi

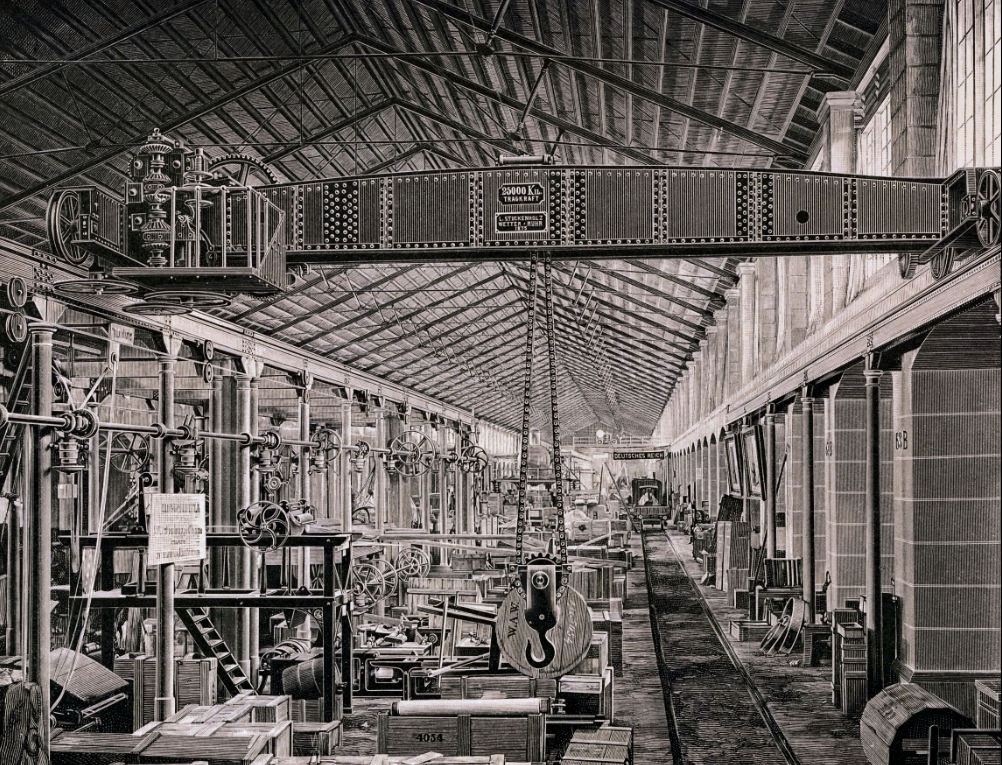
Pont roulant à vapeur. 1875